# Cantharellus (cnidaire)
Cet article concerne le genre de corail. Pour le genre de champignon, voir Cantharellus (champignon).
Genre
Cantharellus est un genre de corail dur de Nouvelle-Calédonie, de la famille des Fungiidae.

## Liste des espèces
Selon World Register of Marine Species (4 avril 2014) :
- Cantharellus doederleini von Marenzeller, 1907
- Cantharellus jebbi Hoeksema, 1993
- Cantharellus noumeae Hoeksema & Best, 1984